# Maria Fox
Maria Fox (nascida Maria FitzClarence; 19 de dezembro de 1798 – 13 de julho de 1864) foi uma das filhas ilegítimas do rei Guilherme IV do Reino Unido com sua amante Dorothea Jordan.

## Início de vida e casamento
Maria FitzClarence nasceu na Bushy House, Londres, em 19 de dezembro de 1798 como a quarta criança e segunda filha do então príncipe Guilherme, Duque de Clarence e St. Andrews, e sua amante Dorothea Jordan. Ela era "uma menina bonita e morena, com um semblante agradável e boas maneiras". Sua irmã mais nova Isabel foi cortejada em 1820 por Charles Richard Fox, filho mais velho de Henry Vassall-Fox, 3.º Barão Holland e Isabel Fox. Os pais dele não aprovaram uma união, porém quatro anos depois aprovaram uma relação com Maria.
Os dois se casaram em 19 de junho de 1824 da Igreja de São Jorge em Londres. Isabel Fox escreveu em 31 de agosto dizendo que o filho "apesar de gostar dela [Maria], apenas a considera como uma auxiliar para sua medalhas e outras posses, não como um principal", porém concluiu que "tudo vai ficar bem; já que ela é muito atraente e firme, e sinceramente gosta dele". Charles e Maria estabeleceram sua criadagem em 1827 na Little Holland House. Eles se mudaram para o Canadá dois anos depois quando Carlos entrou no serviço ativo do exército.

## Ascensão de Guilherme
Maria recebeu de presente de seu pai a terceira parte do Anthony Roll, que estava na posse da família real desde o reinado de Henrique VIII, apesar dela provavelmente não estar interessada na história da Marinha Real Britânica. A morte de seu tio Jorge IV em 1830 levou a ascensão de Guilherme como rei do Reino Unido e Hanôver. Guilherme estava ansioso para ver sua filha voltar para casa e transferiu Fox. Ele deu a ela a posição social de uma filha de marquês em 24 de maio de 1831.

## Escritora e Anthony Roll
Guilherme IV morreu em junho de 1837 e a prima de Maria, Vitória, ascendeu ao trono. Mais tarde naquele ano, Maria publicou uma narrativa gótica utópica feminista chamada An Account of an Expedition to the Interior of New Holland. Sua dissertação é o exemplo mais representativo New Holland de New Holland (Austrália) como um lugar misterioso e "irreal". Em janeiro de 1857, sir Frederic Madden, guardião dos manuscritos do Museu Britânico, descobriu que Maria estava querendo vender o Anthony Roll dado por seu pai para arrecadar fundos para construir uma igreja "ou algo do tipo". Por umuito tempo no restante de sua vida ela serviu como criada no Castelo de Windsor, morrendo em 13 de julho de 1864.